# Lọ Lem (phim 2015)
Lọ Lem (tiếng Anh: Cinderella) là một bộ phim kỳ ảo lãng mạn của Hoa Kỳ do Kenneth Branagh đạo diễn dựa trên phần kịch bản được viết bởi Chris Weitz. Sản xuất bởi David Barron, Simon Kinberg và Allison Shearmur cho hãng Walt Disney Pictures, cốt truyện phim lấy cảm hứng từ truyện cổ tích Cô bé Lọ Lem của Charles Perrault, tên các nhân vật lấy từ bộ phim hoạt hình cùng tên năm 1950 của Walt Disney Animation Studios.
Bộ phim ra mắt vào 13 tháng 3 năm 2015 tại cả Hoa Kỳ và Việt Nam.

## Nội dung
Một cô gái xinh đẹp và tốt bụng tên là Ella và cha mẹ cô sống hạnh phúc trong một ngôi nhà rộng lớn với một vài người hầu, cho đến khi mẹ cô lâm bệnh. Ella hứa sẽ làm theo mong muốn sắp chết của mẹ cô: có can đảm và tốt bụng. Nhiều năm sau, cha của Ella kết hôn với phu nhân Tremaine mới góa chồng, người có hai cô con gái khó ưa, Drisella và Anastasia. Cha của Ella đi công tác, và Lady Tremaine bộc lộ bản chất độc ác và ghen tuông của mình, buộc Ella phải nhường phòng ngủ của mình cho những người bảo kê và chuyển lên gác mái. Khi cha của Ella đột ngột qua đời, Tremaine đuổi việc nhân viên gia đình để tiết kiệm tiền, và giao mọi công việc của họ cho Ella. Nhìn thấy khuôn mặt của Ella bị che lấp sau khi ngủ bên lò sưởi, gia đình kế của cô đã chế giễu gọi cô là "Cinderella".
Đau khổ vì cách đối xử của gia đình kế dành cho cô, Ella đi vào rừng, nơi cô gặp Kit đang đi săn. Anh ta che giấu rằng anh ta là một hoàng tử, và thay vào đó tự giới thiệu mình là một người học việc trong cung điện. Ella và Kit có cảm tình với nhau, nhưng họ chia tay nhau mà anh không biết tên của cô. Nhà vua phát hiện ra mình không còn nhiều thời gian để sống, và thúc giục Kit lấy một công chúa làm cô dâu của mình trong buổi dạ hội sắp tới. Kit thuyết phục cha mình mời mọi thiếu nữ đủ điều kiện trong vương quốc, với hy vọng có thể gặp lại Ella.
Đêm đó, khi gia đình kế của cô đang chuẩn bị đi dự buổi dạ hội, Ella cố gắng tham gia cùng họ, mặc một chiếc váy đã được tân trang lại của mẹ cô. Tremaine và các con gái của cô phá hủy chiếc váy và bỏ lại Ella. Cô chạy ra vườn trong nước mắt, và gặp một người phụ nữ ăn xin già, người tiết lộ mình là Tiên nữ đỡ đầu của Ella. Cô biến một quả bí ngô thành cỗ xe, chuột thành ngựa, thằn lằn thành người lính và ngỗng thành người đánh xe. Sau đó, cô biến chiếc váy bị rách của Ella thành một chiếc váy dạ hội tuyệt đẹp, và mang cho cô ấy một đôi giày thủy tinh. Trước khi Ella rời đi, Bà tiên đỡ đầu nhắc nhở cô rằng phép thuật sẽ kết thúc vào nửa đêm cuối cùng, và thi triển một câu thần chú cuối cùng để ngăn gia đình kế của Ella nhận ra cô.
Tại buổi dạ hội, hoàng tử Kit rất vui khi gặp Ella và cho cô ấy điệu nhảy đầu tiên. Đại công tước đã hứa Kit với Công chúa Chelina của Zaragoza vì lý do chính trị, bày tỏ sự khó chịu của mình và bị Tremaine nghe thấy. Mặc dù ngạc nhiên về danh tính thực sự của Kit, Ella vẫn gắn bó với hoàng tử Kit. Trước khi cô ấy có thể nói cho Kit biết tên của mình, đồng hồ đổ chuông vào lúc nửa đêm và cô liền chạy trốn khỏi cung điện, làm rơi một chiếc giày thủy tinh của mình. Đại công tước theo đuổi cô ấy. Tuy nhiên, khi phép thuật tan biến, Cinderella ẩn náu trong rừng. Cô trở về nhà và giấu chiếc giày thủy tinh còn lại dưới tấm ván sàn.
Nhà vua chết, nhưng không phải trước khi cho phép con trai mình kết hôn với Ella. Bây giờ là vị vua mới, Kit yêu cầu một người rao tin hoàng gia tuyên bố tình yêu của mình dành cho "công chúa bí ẩn" và yêu cầu cô ấy trình diện. Ella vội lấy chiếc giày thủy tinh để chứng minh danh tính của mình. Tuy nhiên, Tremaine tìm thấy chiếc giày trước, và tuyên bố cô ấy sẽ chỉ cho phép Ella kết hôn với Kit với điều kiện Ella phải làm cho Tremaine trở thành người đứng đầu gia đình hoàng gia và tìm được những người chồng đáng kính cho con kế. Ella từ chối, Tremaine đập vỡ chiếc giày và nhốt Ella trên gác mái. Cô mang phần còn lại của chiếc giày cho Đại công tước, tiết lộ sự thật cho ông ta, và gợi ý rằng vương quốc sẽ phải xấu hổ vì "vụ bê bối" nếu một tên khốn kết hôn với Nhà vua. Đại công tước đồng ý để Tremaine làm nữ bá tước, và đảm bảo cho các con gái của bà có một cuộc hôn nhân thuận lợi, nếu bà giấu kín Ella và sự thật mãi mãi.
Trước sự khăng khăng của Vua Kit, người không biết về những diễn biến này, Đại công tước và Đội trưởng Đội cận vệ đã thử một chiếc giày nguyên vẹn cho mọi phụ nữ trong vương quốc, nhưng điều kỳ diệu là nó từ chối vừa vặn với bất kỳ ai. Ở nhà Ella, chiếc giày không vừa với chị kế, công ty chuẩn bị khởi hành thì nghe thấy Ella hát bài "Lavender's Blue". Đại Công tước thúc giục cả nhóm rời đi, nhưng Kit, người đã bí mật đi cùng họ, ra lệnh cho Đội trưởng điều tra. Chiếc giày vừa vặn với Ella, cô và Kit hứa sẽ chấp nhận con người thật của nhau. Khi họ rời đi, Ella tha thứ cho mẹ kế của mình. Ngay sau đó, Tremaine, các con gái của bà và Đại công tước rời vương quốc, không bao giờ quay trở lại. Ella và Kit kết hôn và trở thành quốc vương được yêu mến nhất của vương quốc, cai trị với lòng dũng cảm và lòng tốt như Ella đã hứa với mẹ cô nhiều năm trước.

## Các diễn viên
- Lily James trong vai Ella (Cinderella).
- Richard Madden trong vai hoàng tử Kit.
- Cate Blanchett trong vai Tremaine (Mẹ kế độc ác)
- Sophie McShera trong vai Drizella.
- Holliday Grainger trong vai Anastasia.
- Helena Bonham Carter trong vai Bà tiên đỡ đầu.
- Stellan Skarsgård trong vai Đại công tước.
- Nonso Anozie trong vai Đội trưởng đội cận vệ.
- Derek Jacobi trong vai Nhà vua.
- Ben Chaplin trong vai cha của Ella.
- Hayley Atwell trong vai mẹ của Ella.
- Rob Brydon trong vai Master Phineus.
- Jana Pérez trong vai Công chúa Chelina của Zaragoza.
- Alex Macqueen trong vai Người rao tin hoàng gia.
- Tom Edden trong vai Lizard Footman.
- Josh O'Connor trong vai Lính gác phòng khiêu vũ của cung điện